# Jayapura (Cidaun)
Jayapura is een bestuurslaag in het regentschap Cianjur van de provincie West-Java, Indonesië. Jayapura telt 5702 inwoners (volkstelling 2010).